# Une histoire sans importance
Une histoire sans importance è un cortometraggio del 1980 diretto da Jacques Duron e presentato al Festival international du court métrage de Clermont-Ferrand.

## Trama
Gli adolescenti Philippe e Claude si conoscono per caso un giorno a scuola. Tra i due ragazzi scatta fin da subito una forte attrazione reciproca e decidono quindi di iniziare a frequentarsi.

## Distribuzione
Il corto è presente nell'antologia Courts mais gay: Tome 8 (2004).